# Barry Magee
Barry Magee, właśc. Arthur Barrington Magee (ur. 6 lutego 1934 w New Plymouth) – nowozelandzki lekkoatleta (długodystansowiec), medalista olimpijski z 1960, później trener lekkoatletyczny.
Był jednym z zawodników trenowanych przez Arthura Lydiarda.
Na Igrzyskach Imperium Brytyjskiego i Wspólnoty Brytyjskiej w 1958 w Cardiff zajął 15. miejsce w biegu na 3 mile i 8. miejsce w biegu na 6 mil.
Zdobył brązowy medal w biegu maratońskim na igrzyskach olimpijskich w 1960 w Rzymie za Abebe Bikilą z Etiopii i Rhadim Ben Abdesselamem z Maroka. Na tych samych igrzyskach zajął 26. miejsce w biegu na 10 000 metrów.
17 lipca 1961 w Dublinie był członkiem sztafety, która ustanowiła rekord świata w biegu 4 × 1 mila (w składzie: Gary Philpott, Murray Halberg, Barry Magee i Peter Snell). W tym samym roku zwyciężył w maratonie w Fukuoce, a także w biegu na 10 000 metrów na igrzyskach światowych w Helsinkach.
Zajął 6. miejsce w biegu na 6 mil na Igrzyskach Imperium Brytyjskiego i Wspólnoty Brytyjskiej w 1962 w Perth.
Na igrzyskach olimpijskich w 1964 w Tokio zajął 23. miejsce w biegu na 10 000 metrów, a w maratonie nie wystartował z powodu kontuzji.
Był pięciokrotnym mistrzem Nowej Zelandii w biegu na 6 mil (w tym w 1961 i 1962) oraz w maratonie w 1961 i 1962. Był rekordzistą Nowej Zelandii w biegu na 10 000 metrów (29:23,4 16 lutego 1958 w Auckland) oraz w maratonie (2:17:18,2 10 września 1960 w Rzymie).
Później był znanym trenerem lekkoatletycznym, stosującym metody Arthura Lydiarda. Do tej pory prowadzi własną szkołę biegania.
Został wprowadzony do Galerii Sław Sportu Nowej Zelandii w 2010.